# Војводство шлеско
Војводство Шлеско (пољ. Województwo śląskie) је једно од 16 пољских војводстава. Основано је 1. јануара 1999. године. Налази се у јужном делу Пољске. Седиште војводства је град Катовице.

## Положај
Војводство Шлеско се налази у јужном делу Пољске, на горњем току река Висле, Одре и Варте. Граничи се са Чешком и Словачком. Данашње војводство се налази на месту где се спајају регије Шлезија и Малопољска, две историјски и културно веома различите регије.

## Демографија
У војводству живи око 4.654.100 људи, што представља око 12% укупног становништва у Пољској. Ово је, по броју становника, друго по величини војводство у Пољској, одмах после Мазовског војводства. Густина насељености износи 377 становника по km² и то је најгушће насељено војводство у Пољској.
Природни прираштај у војводству је најмањи од свих осталих војводстава. Он износи -1,1 (просечни прираштај у Пољској је 0,1).
У војводству се налази велики број припадника националних мањина (у овом и Опољском војводству налази се преко 70% од укупног броја непољског становништва у држави).